# Blombacka
Blombacka är en småort (före 2020 tätort) i Karlstads kommun, Värmlands län, belägen 30 km nordöst om Karlstad. 

## Historia
Blombacka var tidigare en utpräglad bruksort. På 1840-talet grundades den första industrin på orten; ett färgeri. Under de följande årtiondena anlades även ett pappersbruk och en tändstickfabrik. Båda dessa var dock nedlagda redan under 1870-talet. 
Ortnamnet Blombacka kommer från pappersmakaren Samuel Blomberg som antingen 1847 eller 1848 anlade pappersbruket. Efter Samuel Blombergs död 1867 fortsatte sönerna Daniel och Otto verksamheten till 1869 då de gjorde konkurs. Verksamheten kom igång på nytt men i juni 1873 brann hela anläggningen som då också inrymde en tändsticksfabrik. 1882 bildades Blombacka AB för tillverkning av järntråd, stållinor, spik m.m. Företaget sysselsatte i början av 1900-talet ett 60-tal arbetare. 
När Uddeholmskoncernen köpte Blombacka 1930 kom ett uppsving av verksamheten ske. I förhållande till andra industrier fortsatte dock Blombacka bruk att vara en liten arbetsplats, i början av 1960-talet var antalet anställda endast omkring 150. Under senare delen av 1970-talet hamnade Uddeholmskoncernen i ekonomiska svårigheter. Till följd av detta avyttrades Blombackafabriken 1981 till två privata entreprenörer. Det gick dock inte att rädda verksamheten, och 1986 gick företaget i konkurs. Idag inrymmer byggnaderna ett industrihotell.

### Befolkningsutveckling
| Befolkningsutvecklingen i Blombacka 1960–2015 | Befolkningsutvecklingen i Blombacka 1960–2015 | Befolkningsutvecklingen i Blombacka 1960–2015 | Befolkningsutvecklingen i Blombacka 1960–2015 | Befolkningsutvecklingen i Blombacka 1960–2015 |
| --------------------------------------------- | --------------------------------------------- | --------------------------------------------- | --------------------------------------------- | --------------------------------------------- |
|                                               |                                               |                                               |                                               |                                               |
| År                                            |                                               |                                               | Folkmängd                                     | Areal (ha)                                    |
| 1960                                          | 1960                                          |                                               | 369                                           |                                               |
| 1965                                          | 1965                                          |                                               | 316                                           |                                               |
| 1970                                          | 1970                                          |                                               | 348                                           |                                               |
| 1975                                          | 1975                                          |                                               | 240                                           |                                               |
| 1980                                          | 1980                                          |                                               | 211                                           |                                               |
| 1990                                          | 1990                                          |                                               | 221                                           | 101                                           |
| 1995                                          | 1995                                          |                                               | 243                                           | 101                                           |
| 2000                                          | 2000                                          |                                               | 241                                           | 101                                           |
| 2005                                          | 2005                                          |                                               | 212                                           | 101                                           |
| 2010                                          | 2010                                          |                                               | 217                                           | 100                                           |
| 2015                                          | 2015                                          |                                               | 204                                           | 99                                            |
|                                               |                                               |                                               |                                               |                                               |